# Kori Carter
Kori Carter (Claremont, 3 giugno 1992) è un'ostacolista statunitense.

## Biografia
Nativa di Claremont, si appassiona all'atletica leggera sin da bambina. Frequenta l'Università di Stanford, distinguendosi per i suoi successi sportivi e conquistando nove titoli All-American.
Partecipa ai mondiali allievi di Bressanone 2009, dove conquista la medaglia di bronzo nei 100 metri ostacoli fermando il cronometro a 13"26, dietro alla vincitrice Isabelle Pedersen (13"23).
Ai mondiali di Pechino 2015 non va oltre le semifinali dei 400 metri ostacoli, dove ottiene un tempo di 56"22. 
Nel luglio 2016, ai trials statunitensi di Eugene, si piazza quarta nei 400 metri ostacoli con un tempo di 54"47, insufficiente ad ottenere il pass per i Giochi olimpici di Rio de Janeiro 2016.

## Progressione

### 100 metri ostacoli
| Stagione | Tempo | Luogo       | Data      | Rank. Mond. |
| -------- | ----- | ----------- | --------- | ----------- |
| 2018     | 12"78 | Des Moines  | 22-6-2018 |             |
| 2017     | 12"78 | Tempe       | 18-3-2017 |             |
| 2015     | 13"29 | Walnut      | 18-4-2015 |             |
| 2014     | 13"32 | Los Angeles | 7-6-2014  |             |
| 2013     | 12"76 | Los Angeles | 12-5-2013 |             |
| 2012     | 12"99 | Eugene      | 13-5-2012 |             |
| 2011     | 13"12 | Palo Alto   | 1-5-2011  |             |
| 2010     | 13"54 | Des Moines  | 24-6-2010 |             |
| 2009     | 13"59 | Clovis      | 6-6-2009  |             |

### 400 metri ostacoli
| Stagione | Tempo   | Luogo      | Data      | Rank. Mond. |
| -------- | ------- | ---------- | --------- | ----------- |
| 2017     | 52"95   | Sacramento | 25-6-2017 |             |
| 2016     | 54"47   | Eugene     | 10-7-2016 |             |
| 2015     | 54"41   | Eugene     | 28-6-2015 |             |
| 2014     | 53"84   | Sacramento | 29-6-2014 |             |
| 2013     | 53"21   | Eugene     | 7-6-2013  |             |
| 2012     | 57"60   | Palo Alto  | 29-4-2012 |             |
| 2011     | 57"10   | Tucson     | 14-5-2011 |             |
| 2010     | 1'00"47 | Des Moines | 25-6-2010 |             |
| 2009     | 59"89   | Claremont  | 4-4-2009  |             |
| 2008     | 1'00"22 | Gardena    | 8-6-2008  |             |

## Palmarès
| Anno | Manifestazione    | Sede       | Evento   | Risultato  | Prestazione | Note                          |
| ---- | ----------------- | ---------- | -------- | ---------- | ----------- | ----------------------------- |
| 2008 | Mondiali juniores | Bydgoszcz  | 400 m hs | Batteria   | 1'01"20     |                               |
| 2009 | Mondiali allievi  | Bressanone | 100 m hs | Argento    | 13"26       | Miglior prestazione personale |
| 2015 | Mondiali          | Pechino    | 400 m hs | Semifinale | dnf         |                               |
| 2017 | Mondiali          | Londra     | 400 m hs | Oro        | 53"07       |                               |
| 2019 | Mondiali          | Doha       | 400 m hs | Batteria   | dnf         |                               |